# Flavien Le Postollec
Flavien le Postollec, né le 19 février 1984 à Abidjan en Côte d'Ivoire, est un footballeur et entraîneur français qui joue comme milieu de terrain. Il est actuellement l'entraîneur intérimaire du SK Beveren.

## Biographie
En avril 2016, il fait partie d'une liste de 58 joueurs sélectionnables en équipe de Bretagne, dévoilée par Raymond Domenech qui en est le nouveau sélectionneur.